# Paul Pötsch

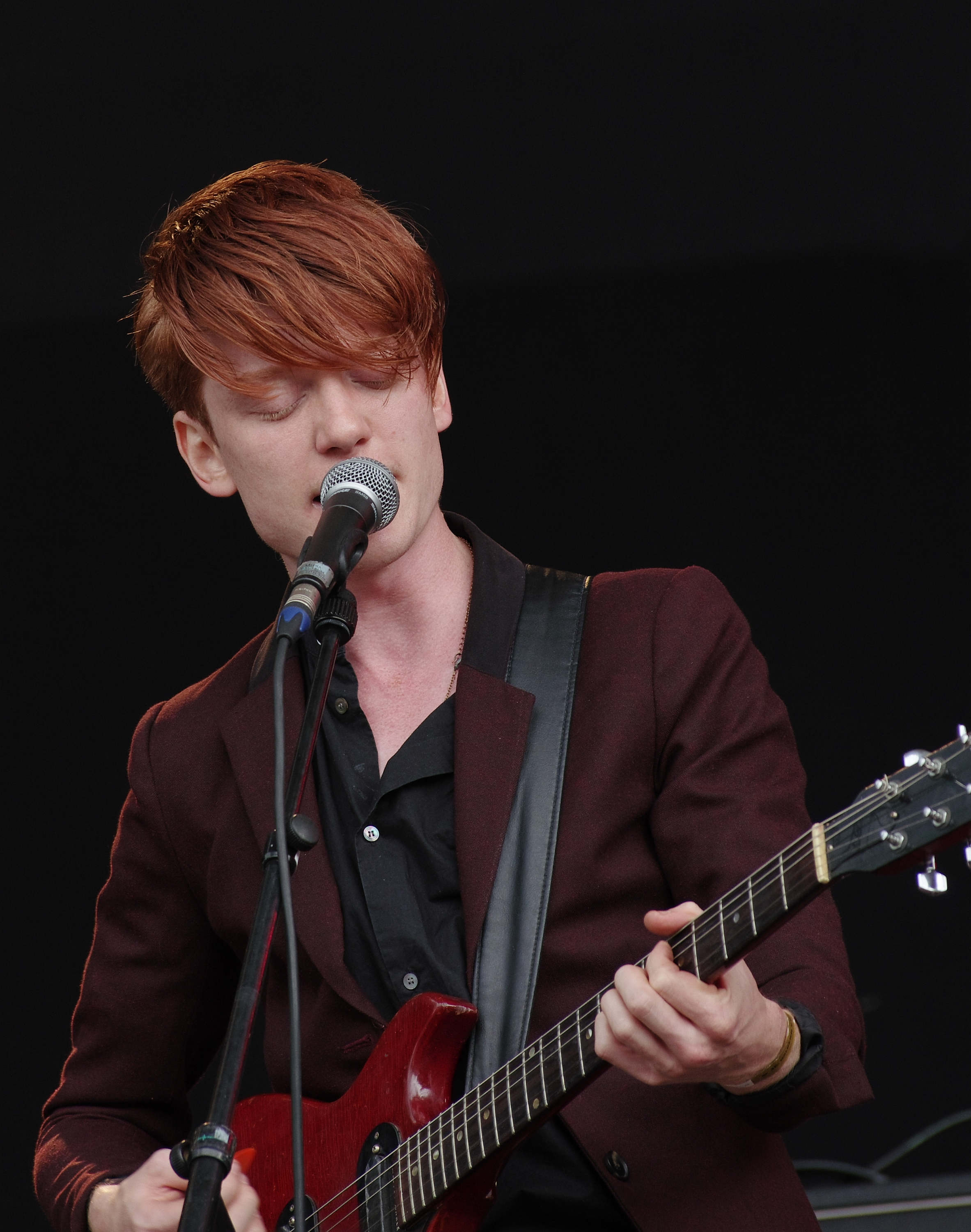
Paul Pötsch (2013)

Paul Pötsch (* 1988 in Lauchhammer) ist ein deutscher Musiker und Schauspieler.

## Leben
Pötsch zog mit seiner Familie im Alter von 13 Jahren in den Schwarzwald, mit 19 nach München und ein halbes Jahr später nach Hamburg.
2010 spielte er erstmals als Schauspieler am Thalia Theater (Hamburg). 2012 gründete er die Indie-Rockband Trümmer. Mit dieser vertonte er 2014 das Charles-Manson-Stück von Stefan Pucher in Hamburg und 2015 das Stück Vincent in Berlin. 2015 spielte er als „David-Alain Bonaparte Forestier“ in der Filmsatire Anhedonia – Narzissmus als Narkose. Es folgten auch Einsätze als Gitarrist für Ilgen-Nur und Hotel Rimini. Seit 2014 tritt er als Musiker (Gitarre, Klavier, Sounddesign, Chorleitung) und Schauspieler in Theater-Inszenierungen auf.

## Diskographie

### Mit Trümmer
- 2012: Irgendwas ist immer (Split Tape mit Zucker)
- 2013: In all diesen Nächten/Der Saboteur (EP)
- 2014: Trümmer (LP, Play It Again Sam (Label))
- 2016: Interzone (LP, Play It Again Sam)
- 2021: Früher war gestern (LP, Play It Again Sam)

### Mit Ilgen-Nur
- 2017: No Emotions (EP, Sunny Tapes)
- 2018: Power Nap (LP, Euphorie)

### Mit Hotel Rimini
- 2022: Die Zeit schlägt mich tot, aber ich schlag zurück (EP)
- 2023: Allein unter Möbeln (LP)
- 2025: Gefährdete Arten (LP)

## Filmografie
- 2015: Anhedonia – Narzissmus als Narkose
- 2016: World of Wolfram
- 2016: Die Höhle von Eppendorf – Das legendäre Onkel Pö (Dokumentarfilm)
- 2017: Großstadtrevier (Fernsehserie, eine Folge)
- 2018: Die Pfefferkörner (Fernsehserie, eine Folge)
- 2019: Wie gut ist deine Beziehung?
- 2019: All my Loving
- 2023: Franky Five Star

## Theater
- 2010: Vor uns die Sintflut (Schauspiel, Thalia Theater Hamburg. Regie: Schorsch Kamerun)
- 2014: Charles Manson – Summer of Hate (Bühnenmusiker, Thalia Theater Hamburg, Regie: Stefan Pucher)
- 2015: Vincent (Haus der Kulturen der Welt, Regie: Trümmer)
- 2019: Wir treiben die Liebe auf die Weide (Musikalische Leitung, Kampnagel Hamburg, Festspielhaus Dresden Hellerau, Regie: Lea Connert)
- 2020: Meister und Margarita (Musikalische Leitung und Schauspiel, Schauspiel Leipzig, Regie: Claudia Bauer)
- 2020: Grundgesetz – In Concert (Musikalische Leitung, Schauspiel Hannover, Regie: Friederike Schubert)
- 2022: Jazzcaperoom (Schauspiel. Büro für Eskapismus, Hannover)
- 2022: Hamlet (Musikalische Leitung, Compania Sincara/Schauspiel Leipzig)
- 2023: Gegrillte Leidenschaften (Bühnenmusik, Staatstheater Hannover, Regie: Sebastian Doppelbauer)
- 2023: Die große Revue der Klassenverhältnisse (Musikalische Leitung, HAU Berlin, Regie: Christiane Rösinger)
- 2023: Liebe (Musikalische Leitung, Sounddesign, Bühnenmusik, Münchener Kammerspiele/Salzburger Festspiele, Regie: Karin Henkel)
- 2024: Vielleicht auf einem anderen Planeten (Sounddesign, Staatstheater Hannover, Regie: Nikolai Gemel)
- 2024: Der Kaukasische Kreidekreis (Musikalische Leitung, Sounddesign, Regie: Holger Schultze, Theater Heidelberg)
- 2025: Die Katze auf dem heißen Blechdach (Musikalische Leitung, Chorleitung, Sounddesign, Regie: Holger Schultze, Theater Heidelberg)
- 2025: Halbe Leben (Musikalische Leitung, Chorleitung, Sounddesign, Regie: Milena Mönch, Volkstheater Wien)